# Torpedo Płowdiw
Torpedo Płowdiw (bułg. ДСО Торпедо (Пловдив)) – bułgarski klub piłkarski, mający siedzibę w mieście Płowdiw, w środkowej części kraju, działający w latach 1951–1957.

## Historia
Chronologia nazw:
- 1951: DSO Torpedo Płowdiw (bułg. ДСО [Доброволна спортна организация] "Торпедо" (Пловдив))
- 1957: klub rozwiązano – po fuzji z Łokomotiwem Płowdiw

Klub sportowy Torpedo został założony w Płowdiwie na początku 1951 roku po zrestrukturyzacji niektórych z istniejących DSO. W efekcie w z DSO Torpedo wyodrębnia się związek zawodowy pracowników transportu, który utworzył swoje DSO - pod nazwą Łokomotiw. Zdecydowano, że drużyna o nazwie Łokomotiw Płowdiw pozostanie w A Republikanskiej futbolnej grupie, a Torpedo Płowdiw zostanie wysłany na trzeci poziom w piłkarskiej hierarchii. Zespół występował w Jużnej futbolnej zonie (D3).
Wprowadzony w sierpniu 1949 roku model "DSO - Dobrowolnych Sportowych Organizacji" (bułg. ДСО – Доброволна спортна организация) został zniesiony wiosną 1957 roku decyzją ponownie Komitetu Centralnego Bułgarskiej Partii Komunistycznej. Zgodnie z tą decyzją przywrócono zasadę terytorialno-produkcyjną, na której wcześniej budowane są bułgarskie związki sportowe. Tym samym wiosną 1957 roku dotychczasowe DSO zostały przekształcone w "DFS - Towarzystwa Wychowania Fizycznego i Sportu" (bułg. ДФС – Дружества за физкултура и спорт), zlokalizowane w różnych rejonach dużych miast. W tym samym czasie rozpoczął się proces odzyskiwania oryginalnych nazw oraz fuzji kolejnych klubów. 
Wiosną 1957 roku DSO Torpedo razem DSO Septemwri połączyły się w DFS Łokomotiw Płowdiw i przestał istnieć.

## Barwy klubowe, strój, herb, hymn
|  |  |

Klub ma barwy czarno-białe.

## Sukcesy

### Trofea międzynarodowe
Do chwili obecnej klub jeszcze nigdy nie zakwalifikował się do rozgrywek europejskich.

### Trofea krajowe
| \| \| Zdobyte trofea w rozgrywkach Bułgarii (stan na: 31-05-2021) \| |                                                             |      |          |
| Rozgrywki                                                            | Osiągnięcie                                                 | Razy | Sezon(y) |
| · Mistrzostwo                                                        | I miejsce                                                   | 0    |          |
| · Mistrzostwo                                                        | II miejsce                                                  | 0    |          |
| · Mistrzostwo                                                        | III miejsce                                                 | 0    |          |
| Puchar                                                               | zdobywca                                                    | 0    |          |
| Puchar                                                               | finalista                                                   | 0    |          |
| II liga                                                              | I miejsce                                                   | 0    |          |
| II liga                                                              | II miejsce                                                  | 0    |          |
| II liga                                                              | III miejsce                                                 | 0    |          |
| Bułgaria                                                             | Zdobyte trofea w rozgrywkach Bułgarii (stan na: 31-05-2021) |      |          |

## Poszczególne sezony

### Rozgrywki międzynarodowe

#### Europejskie puchary
Nie uczestniczył w rozgrywkach europejskich.

### Rozgrywki krajowe
| \| Bułgaria \| Bilans występów klubu w rozgrywkach piłkarskich Bułgarii (Stan na 31 maja 2021 r.) \| \| |                                                                                       |        |       |   |   |   |    |    |     |           |        |        |      |
| Poziom                                                                                                  | Rozgrywki                                                                             | Sezony | Mecze | Z | R | P | B+ | B– | Pkt | Lata      | Awanse | Spadki | Naj. |
| I | Dyrżawno pyrwenstwo / Nacionałna futbołna diwizija / Republikansko pyrwenstwo / A PFG | 0      |       |   |   |   |    |    |     |           | 0      | 0      |      |
| II | B RPG / Wtora PFG / Pyrwa PFL / B PFG / Wtora PFL                                     | 0      |       |   |   |   |    |    |     |           | 0      | 0      |      |
| III | W PFG / Treta amatorska futbołna liga                                                 | 6      |       |   |   |   |    |    |     | 1951–1957 | 0      | 0      | ?    |
| IV | Obłastna futbołna grupa                                                               | 0      |       |   |   |   |    |    |     |           | 0      | 0      |      |
| | Puchar Bułgarii                                                                       | 0      |       |   |   |   |    |    |     | 1949      | 0      | 0      |      |
| Bułgaria                                                                                                | Bilans występów klubu w rozgrywkach piłkarskich Bułgarii (Stan na 31 maja 2021 r.)    |        |       |   |   |   |    |    |     |           |        |        |      |

## Struktura klubu

### Stadion
Klub piłkarski rozgrywał swoje mecze domowe na stadionie Łokomotiw-Spartak w Płowdiwie, który może pomieścić 7.000 widzów.

## Kibice i rywalizacja z innymi klubami

### Derby
- Botew Płowdiw
- Dinamo Płowdiw
- Łokomotiw Płowdiw
- Marica Płowdiw
- Septemwri Płowdiw
- Spartak Płowdiw